# Nål (redskab)
 For alternative betydninger, se Nål. (Se også artikler, som begynder med Nål)
En nål er et lille aflangt objekt, som er spids i den ene ende. Der findes mange forskellige former for nåle, såsom synåle og fastgøringsnåle (=knappenåle, opslagstavlenåle).
Symaskinenåle har hullet eller øjet som det hedder til tråden i den spidse ende. 
Polstringsnåle er ofte over 10cm lange mens synåle almindeligvis er mellem 3 og 6 cm lange.

## Historisk
Der er fundet nåle der er estimeret til at være 61.000 år gammel. De ældste nåle er lavet af ben mens moderne nåle primært er lavet i metal.

## Synål
Det specielle ved en synål er, at den har et ovalt hul i den modsatte ende af spidsen. Mange mennesker bruger dette redskab til, at tage et stykke sytråd igennem det ovale hul, så man fx kan forbinde to stykker stof eller læder.
En stoppenål er en kraftig synål til garn, som fx anvendes til at lukke huller i fx strømper.

### Historisk
De ældste synåle er fra ca. 17.000-10.000 fvt. De ældste synåle er lavet af ben mens moderne nåle primært er lavet i metal.
Den moderne glatte og hårdføre metalsynål blev første gang lavet af en nålemager i Redditch i Midtengland i 1600-tallet.
Tidligere blev hårdføre nåle fremstillet i Spanien og importeret til fx England. Disse nåle blev fremstillet af ståltråd. Teknikken var blevet lært af araberne.